# Cheneché
Cheneché – miejscowość i dawna gmina we Francji, w regionie Nowa Akwitania, w departamencie Vienne. W 2013 roku populacja gminy wynosiła 357 mieszkańców. 
W dniu 1 stycznia 2017 roku z połączenia czterech ówczesnych gmin – Blaslay, Charrais, Cheneché oraz Vendeuvre-du-Poitou – utworzono nową gminę Saint-Martin-la-Pallu. Siedzibą gminy została miejscowość Vendeuvre-du-Poitou. 